# デイヴ・ファーレル

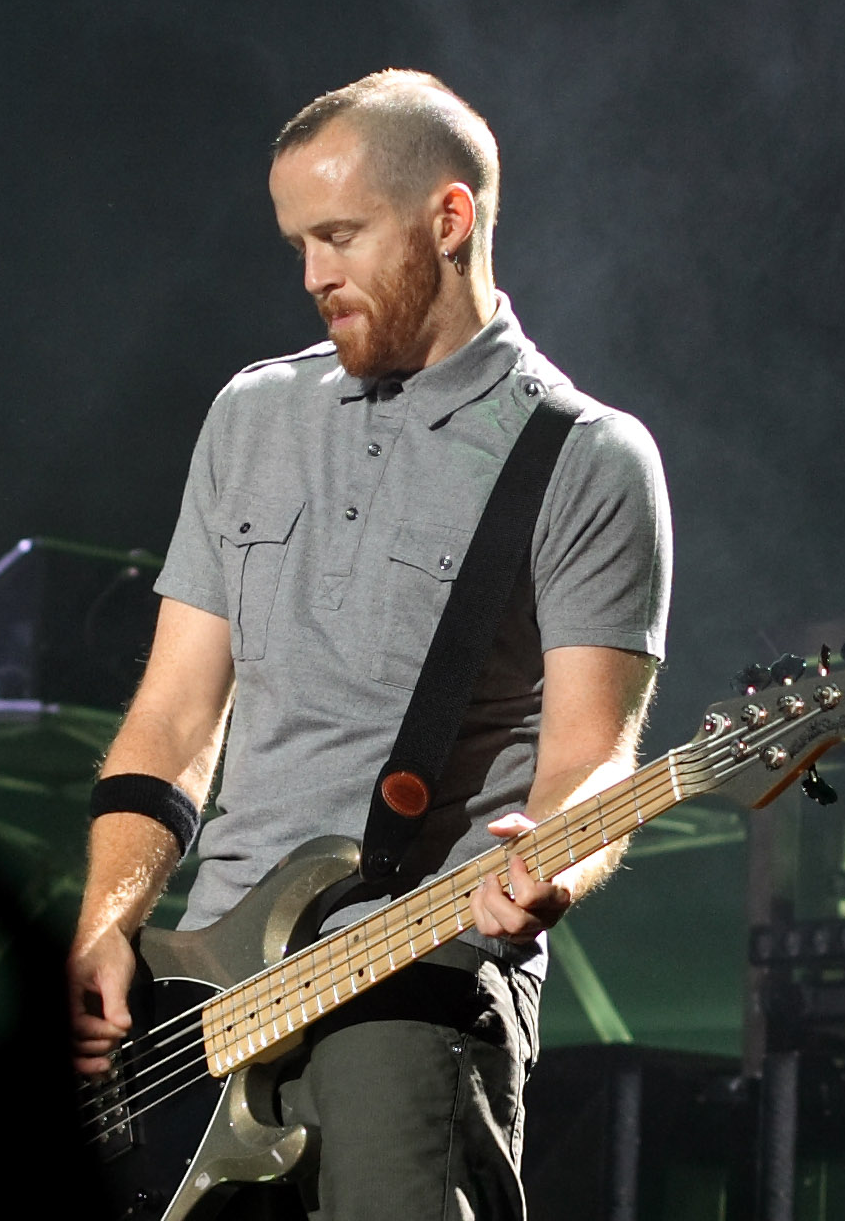

デイヴ・ファーレル（David Michael Farrell、1977年2月8日-）は、リンキン・パークのベーシストで、フェニックス（Phoenix）という名前で知られている。

## 人物
ファーレルはマサチューセッツ州プリマスで生まれ、5歳の時にカリフォルニア州ミッションビエホに引っ越した。1999年にはカリフォルニア大学ロサンゼルス校を卒業した。彼はエレクトリックベース、エレクトリックギター、チェロ、バイオリンの演奏に習熟し、コンサートではコントラバスを弾くこともある。
ファーレルはかつてTasty Snaxというパンクバンドに所属していて、大学時代はブラッド・デルソンと同じ部屋で練習していた。しかしTasty Snaxのツアーが忙しくなったため、後にリンキン・パークとなるデルソンのバンドとは一時距離を置いた。Tasty SnaxがSnaxと名前を変えると、ファーレルはビデオ製作者のマーク・フィオレを連れてリンキン・パークに戻り、ベーシストとなった。
ファーレルは母と、兄のジョーの他に、ウィーザー、ビートルズ、デフトーンズ、ザ・ルーツ、ボブ・マーリー、サラ・マクラクランらの影響を受けたと語っている。
ちなみに、愛称は「フィーフィー」である。

## プライベート
彼は2002年12月28日にリンゼイ・ファーレルと結婚し、2007年に父親となった。兄弟は2人いて、兄はジョー、弟はタイラーである。

## その他
- フェニックスというニックネームにちなんで、彼は背中に2つのフェニックスのタトゥーを入れている。
- The Little Things Give You AwayとHands Held Highがライブで演奏される際にはバックコーラスも担当する。